# Glinde, Salzland
Glinde là một đô thị thuộc huyện Salzland, bang Saxony-Anhalt, Đức.